# Enfermedad de Byne

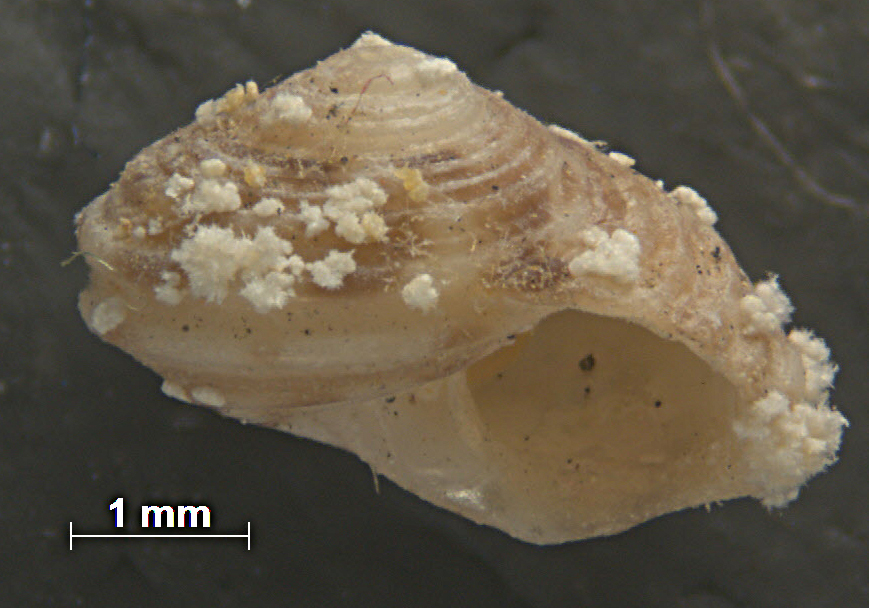
Una concha de gasterópodo afectada (un Agathistoma juvenil) de una colección de museo.

La enfermedad de Byne, más exactamente conocida como putrefacción bynesiana, es una afección peculiar y permanentemente dañina resultante de una reacción química continua que suele atacar a las conchas de moluscos y otros especímenes calcáreos que permanecen almacenados o expuestos durante largos periodos de tiempo. Se trata de una forma de eflorescencia de sales formada por la reacción de vapores ácidos con la superficie calcárea básica. A veces, la eflorescencia puede parecerse superficialmente a un crecimiento de moho. Aunque se describió por primera vez a principios del siglo XIX, el deterioro bynesiano no se comprendió bien hasta casi cien años después. La enfermedad lleva el nombre del hombre (Loftus Byne) más conocido por haberla descrito a finales del siglo XIX, aunque no fue la primera persona que la describió por escrito. Además, Byne asumió erróneamente que estaba causada por una bacteria, por lo que pasó a denominarse "enfermedad".
Además de las conchas de moluscos, otros especímenes de historia natural son susceptibles a esta forma de descomposición, incluidas las cáscaras de huevo y algunos fósiles y muestras minerales compuestas de carbonato cálcico. Esta afección preocupa a los científicos de museos, y también a cualquiera que tenga una colección privada de especímenes de este tipo. Para evitar la putrefacción bynesiana, se prefiere el uso de metal, polímeros no reactivos y materiales sin ácido de calidad archivística al papel común, los materiales a base de madera, las colas ordinarias y los barnices en los entornos de las colecciones. La gestión de los especímenes afectados incluye su lavado y secado exhaustivo, con su posterior reubicación en un entorno de archivo.

## Apariencia

Grupos de sales cristalizadas (eflorescencias) producidas por la enfermedad de Byne en la superficie de la concha de un gasterópodo.

La enfermedad de Byne puede aparecer como una capa blanca pulverulenta sobre una concha u otro espécimen calcáreo. A menudo también parece como si el espécimen hubiera sido "infectado" por moho; sin embargo, bajo ampliación, la apariencia de moho se revela como un crecimiento cristalino de sales.

## Historia
En 1839, el naturalista y malacólogo británico Thomas Brown (1785-1862) mencionó brevemente esta forma de deterioro en su libro A Conchologist's Text-Book. Agnes Kenyon también describió la afección en 1896, sugiriendo que «las partículas salinas de la atmósfera [estaban] evidentemente ejerciendo un efecto corrosivo».

### Origen del nombre
En 1899, el conchólogo y naturalista aficionado británico Loftus St. George Byne (1872-1947) describió esta afección en una presentación ante la Sociedad de Conquiliología de Gran Bretaña en Irlanda, y volvió a hacerlo en otra presentación en junio de ese mismo año.
...una opacidad impregna primero el exterior de ciertas especies lisas más marcadamente, por ejemplo Conus, Cypraea, y especialmente Naticidae. Luego, una eflorescencia ácida gris, que sabe y huele fuertemente a vinagre, cubre toda la superficie como un polvo, procedente sin duda del interior, y los especímenes pronto se arruinan casi irremediablemente.

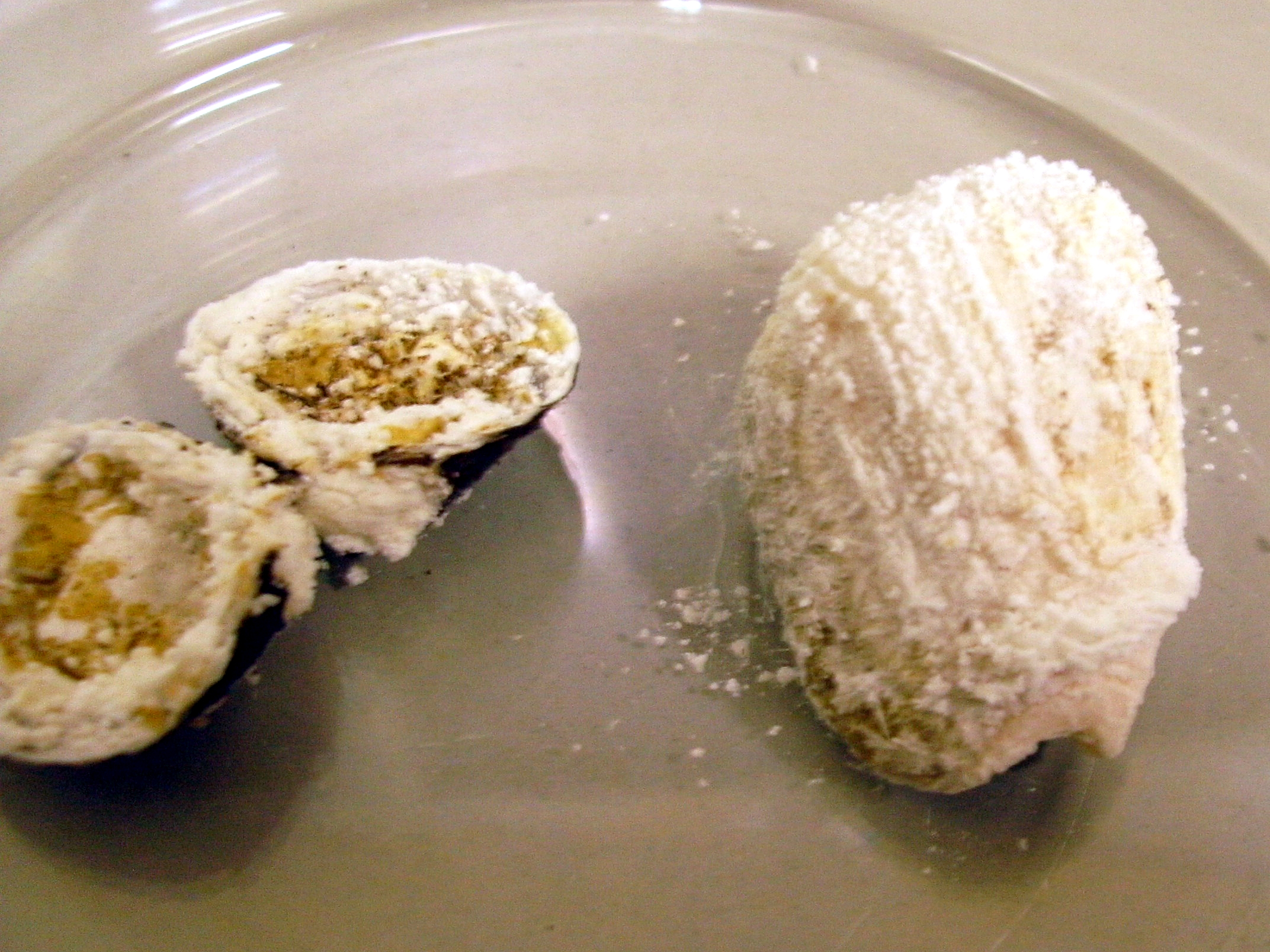
Algunas conchas de moluscos afectadas. La eflorescencia es claramente visible en ambos ejemplares. Esta descomposición se produjo deliberadamente en condiciones extremas.

Byne estaba convencido de que el ácido butírico estaba presente junto con el acetato de calcio en las conchas afectadas, aunque nunca describió realmente los métodos que utilizó en las llamadas «pruebas químicas exhaustivas» que decía haber aplicado a estos especímenes. Entre otras conclusiones, supuso que el ácido butírico procedía de la actividad bacteriana. También llegó a la conclusión de que el efecto de descomposición «viajaba de una concha a otra y de un cajón a otro», por lo que la afección pasó a denominarse «enfermedad».

### Aclaración y resolución
La verdadera naturaleza de la «enfermedad» se aclaró parcialmente en 1934, cuando el químico del gobierno británico John Ralph Nicholls explicó que los armarios de roble del Museo de Historia Natural de Londres desprendían vapores de ácido acético, que atacaban a las conchas almacenadas en ellos.
En 1985, casi 150 años después de que la enfermedad de Byne se mencionara por primera vez en la literatura, Norman H. Tennent y Thomas Baird publicaron un extenso estudio sobre el tema. Su profundo análisis, en el que participaron numerosas técnicas complejas y sofisticadas como la difracción de rayos X, la espectroscopia infrarroja, el análisis termogravimétrico y la espectroscopia de resonancia magnética nuclear, reveló finalmente la verdadera naturaleza del proceso de descomposición. Identificaron las sustancias implicadas (las sales de calcio), así como las reacciones químicas que las originaron. Llegaron a la conclusión de que la enfermedad de Byne no es en realidad una enfermedad, y que en realidad está causada por simples reacciones químicas que se producen en presencia de vapores ácidos procedentes del entorno inmediato en el que se almacenan los especímenes.

## Química

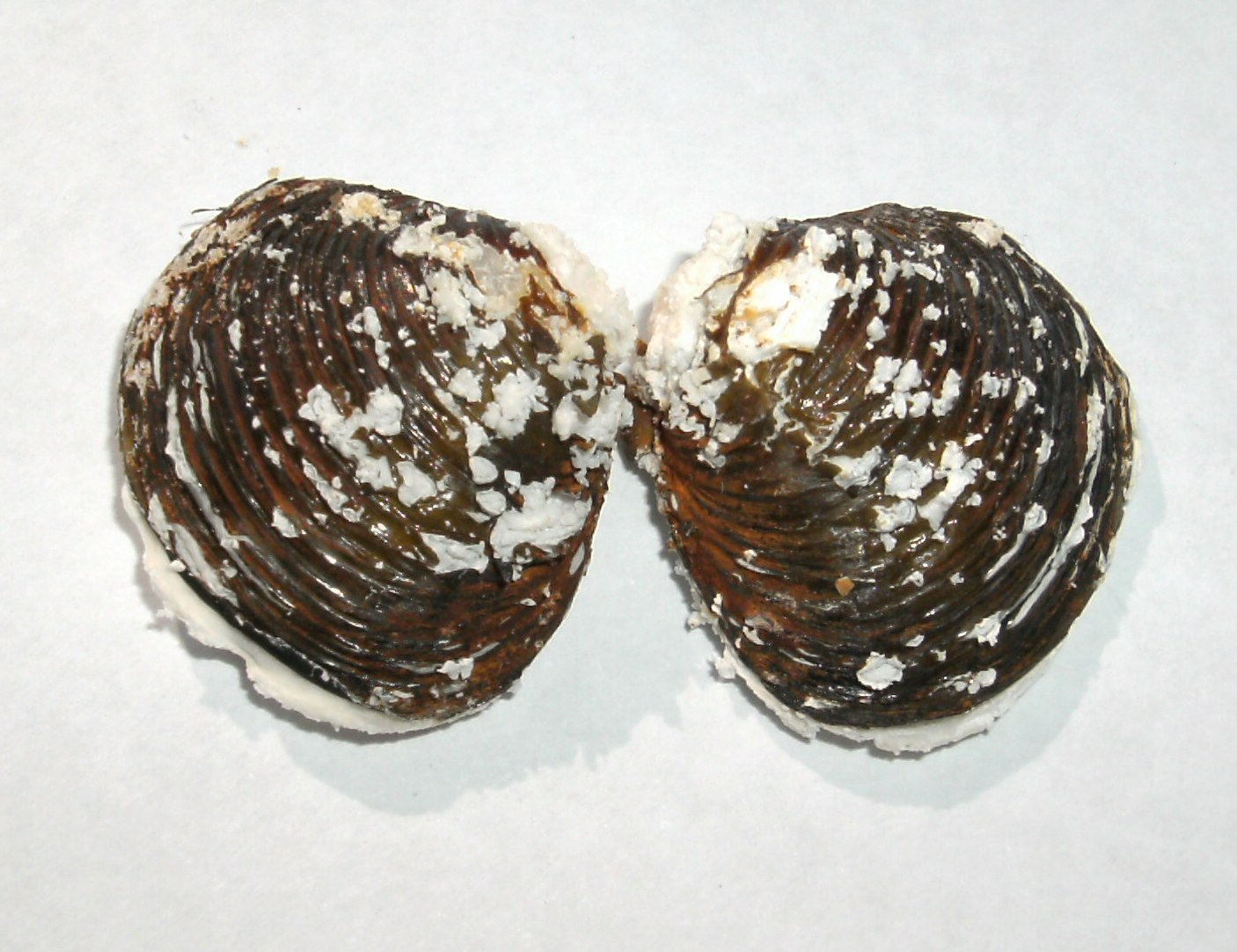
Concha de Corbicula fluminea, un bivalvo de agua dulce, expuesta a la humedad y al aire ácido. Esta descomposición se produjo deliberadamente en condiciones extremas. El perióstraco oscuro de esta concha es una variante normal.

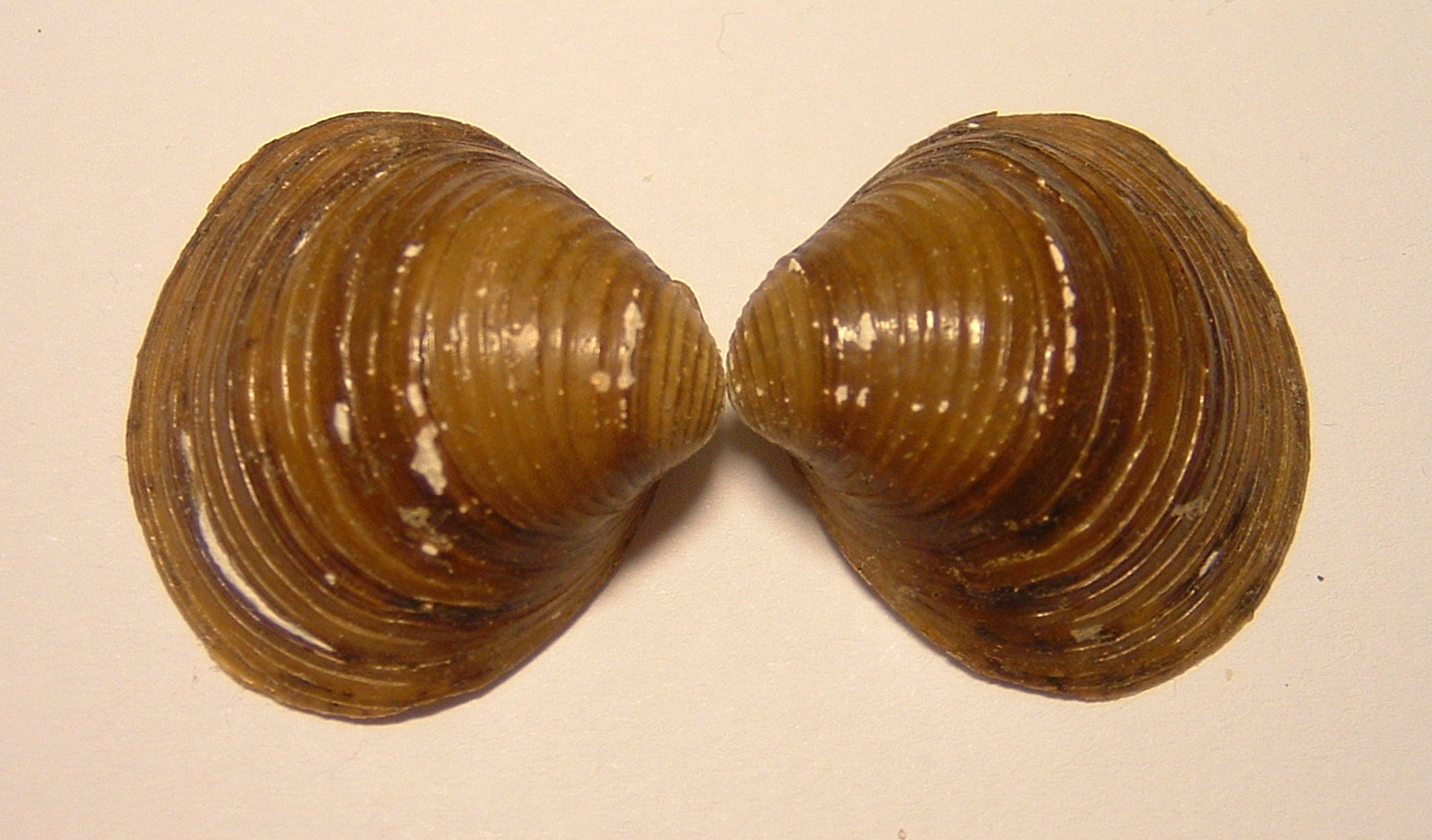
Una concha de color más claro y sin daños de Corbicula fluminea

El deterioro bynesiano suele comenzar cuando los especímenes se almacenan o exponen durante periodos de tiempo considerables en un espacio cerrado. El propio método de almacenamiento suele causar este problema, cuando los contenedores, armarios o vitrinas son total o parcialmente de madera, madera contrachapada u otros productos de madera como Masonita, o cuando los especímenes están rodeados de, o en contacto con, varios otros tipos de materiales a base de celulosa que pueden volver ácido el vapor de agua.
Otros materiales potencialmente dañinos son el cartón, la cartulina, el papel, el algodón y el corcho de calidad no archivística, todos los cuales desprenden vapores ácidos con el tiempo. Los plásticos de PVC y poliuretano también son un problema, ya que también se degradan y desprenden vapores ácidos con el tiempo. La elevada humedad del aire es un factor que contribuye significativamente, al igual que la falta de ventilación de las muestras. Las altas temperaturas ambientales pueden aumentar la rapidez de la descomposición.
Por lo general, en los armarios o vitrinas fabricados total o parcialmente con madera, la hidrólisis de los grupos acetilo en las hemicelulosas de la madera crea ácido acético. La velocidad a la que se produce el ácido acético es proporcional a la concentración de ésteres en la madera, la humedad, la temperatura y la acidez general del entorno. También pueden desprenderse humos ácidos del formaldehído, que puede aparecer en la madera como producto de degradación de la lignina. También pueden desprenderse humos ácidos de las omnipresentes resinas de formaldehído (comúnmente resinas de urea-formaldehído).
En el primer caso, el ácido acético reacciona con el carbonato cálcico (uno de los principales componentes de las conchas de agua dulce, marinas y terrestres, los huevos de aves y otros especímenes similares) produciendo acetato cálcico, una sal. El formaldehído puede ser oxidado por el oxígeno del aire para crear ácido fórmico, que entonces tiene básicamente los mismos efectos que el ácido acético, reaccionando con el carbonato cálcico para producir una sal. Las sales (acetato de calcio y formiato de calcio) cristalizan a través de la superficie exterior de la muestra, destruyendo sus pequeños detalles y exponiendo más zonas a nuevas reacciones. A medida que la enfermedad progresa, los cristales de sal se acumulan en la superficie del espécimen, que se erosiona cada vez más.
La reacción química del carbonato cálcico y el ácido acético se produce de la siguiente manera:
CaCO3 + 2CH3COOH → Ca(CH3COO)2 + H2O + CO2
La reacción química del carbonato cálcico y el ácido fórmico es la siguiente:
CaCO3 + 2CH2O2 → Ca(HCOO)2 + H2O + CO2
La reacción química del carbonato cálcico y el ácido sulfúrico es la siguiente:
CaCO3 + H2SO4 → CaSO4 + H2O + CO2
En esta última reacción, el carbonato cálcico reacciona con el ácido sulfúrico y produce sulfato cálcico, agua y dióxido de carbono.

## Prevención y gestión
Cuando los especímenes deben colocarse en contenedores de cualquier tamaño para su almacenamiento o exposición a largo plazo, el uso sistemático de materiales de calidad archivística evita el desarrollo de la enfermedad de Byne. Así, en las colecciones de los museos de especímenes que pueden ser vulnerables a esta reacción se utilizan materiales como armarios y vitrinas metálicos, etiquetas de papel de calidad de archivo y bandejas de cartón. También cabe mencionar que las conchas marinas, tras su recogida, deben lavarse a fondo en agua dulce para eliminar la sal que hay sobre la concha y en su interior, y luego secarse a fondo antes de almacenarlas. La sal atrae la humedad y hace que las conchas sean más vulnerables a la putrefacción bynesiana.
La siguiente tabla muestra los materiales no archivísticos y sus equivalentes archivísticos:
| Materiales tradicionales no archivísticos           | Materiales archivísticos sin vapores ácidos         |
| --------------------------------------------------- | --------------------------------------------------- |
| madera, contrachapado, masonita                     | metal                                               |
| papel                                               | papel sin ácido                                     |
| cartón y cartulina                                  | cartón sin ácido                                    |
| corcho                                              | relleno de fibra de poliéster                       |
| espuma plástica de color                            | ethafoam: espuma blanca de polietileno              |
| etilvinilacetato                                    | mylar                                               |
| tinta para bolígrafo, otras tintas de uso cotidiano | tinta carbón (o lápiz)                              |
| pegamento ordinario                                 | pegamento archivístico                              |
| cinta de celulosa ordinaria                         | cinta de celulosa archivística                      |
| bolsas de polietileno ordinarias con cremallera     | bolsas archivísticas (polipropileno) con cremallera |

Si es posible, debe evitarse por completo el uso de madera y productos derivados. Muchos barnices y pinturas son conocidos emisores de compuestos orgánicos volátiles (COV), algunos de los cuales pueden ser ácidos y, por tanto, tener el potencial de dañar las muestras de carbonato cálcico. Por este motivo, también deben evitarse estos recubrimientos; los barnices y pinturas al agua se consideran menos dañinos y deben preferirse.
Dado que las reacciones que intervienen en la descomposición bynesiana requieren cierta cantidad de humedad en el aire para que se produzcan, es beneficioso mantener el aire algo seco, es decir, mantener la humedad relativa ambiental bajo control. Esto se consigue controlando cuidadosamente la humedad relativa (utilizando instrumentos como un higrómetro), y aplicando deshumidificadores cuando sea necesario; a veces, puede bastar con simples sistemas de aire acondicionado. Una humedad extremadamente baja puede dañar algunos especímenes, por lo que se recomienda precaución. Normalmente, se considera adecuada una humedad relativa mantenida en torno al 50%. También es posible aplicar sorbentes que contengan una base fuerte, como el hidróxido de potasio, dentro del entorno de almacenamiento para proteger los especímenes contra la degradación. El papel de copia o el papel de filtro impregnado de KOH son algunos ejemplos de sorbentes de bajo coste que pueden utilizarse. Estas bases fuertes tienen preferencia por reaccionar con el ácido, por lo que compiten con éxito con las muestras de carbonato cálcico por cualquier vapor ácido que pueda estar presente. Las bases también ayudan a reducir la concentración general de ácido dentro del espacio cerrado.
Desgraciadamente, el daño a los especímenes no es reversible; sin embargo, el deterioro puede detenerse lavando o sumergiendo los especímenes en agua, seguido de un secado muy completo. A continuación, los especímenes deben colocarse en un entorno compuesto únicamente por materiales de archivo, en un entorno completamente de archivo.

## Enfermedad de la pirita
En las colecciones que contienen fósiles, la humedad elevada también puede afectar a los fósiles de pirita (o su polimorfo marcasita) (disulfuro de hierro) en un estado algo similar, que se conoce como enfermedad de la pirita. El disulfuro de hierro puede reaccionar con el agua y el oxígeno para formar sulfatos de hierro y ácido sulfúrico, en un proceso a veces denominado descomposición bynesiana.